# Línea 506 (Pilar)
La línea 506 pertenece al partido de Pilar, siendo operada por Empresa Monterrey S.R.L. El servicio cuenta con SUBE.

## Recorridos
- ESTACIÓN DE TRENES DERQUI - MONTERREY

IDA:Av Juan Domingo Peron y Chacabuco – Chacabuco – Uruguay – Parana – Perú – Chacabuco – Martin Rodríguez – Alfaro y Meisner.
VUELTA:Alfaro y Meisner. – Martin Rodríguez – Chacabuco – Perú – Parana – Uruguay – Chacabuco – Av Juan Domingo Peron y Chacabuco
- ESTACIÓN DE TRENES DERQUI - BARRIO TORO

IDA:Estación Derqui – Meisner – Av Peron – Eva Perón – Medrano – San Martín – Av. de Mayo – Toro – H.G. Martín – Puerto Rico – Río Tercero – Noruega – Noruega y Pilcomayo.
VUELTA:Noruega y Pilcomayo – Pilcomayo – Suecia – H.G. Martín – Toro – Av. de Mayo – Av Peron - Meisner – Estación Derqui.